# 12796 가면라이더
12796 가면라이더(12796 Kamenrider, 仮面ライダー )는 소행성대 소행성이다. 1995년에 구마코겐 천체관측관의 나카무라 아키마사가 발견하였다.